# ATA Airlines
Pour les articles homonymes, voir ATA.

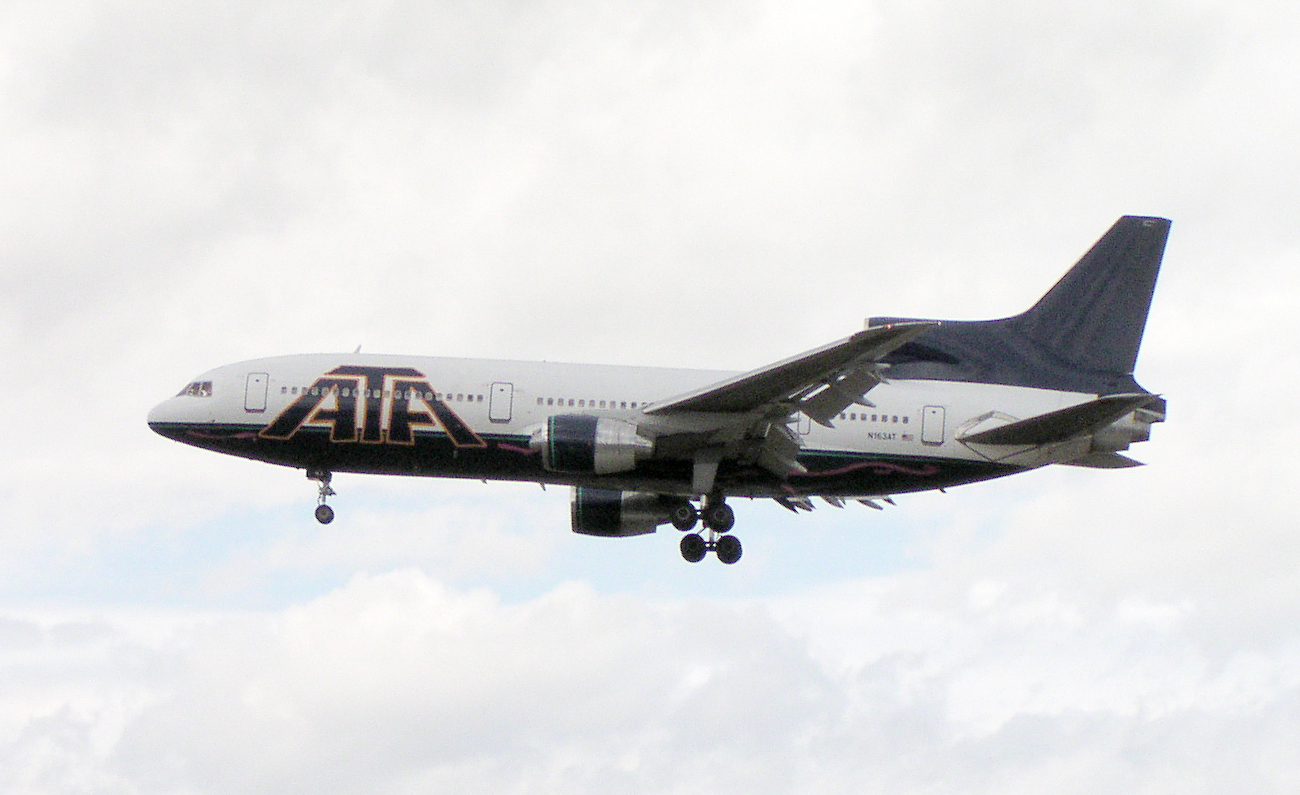
Global Aero Logistics ATA Airlines Lockheed L1011-500 2006
Réacteurs : 3 Rolls-Royce RB 211

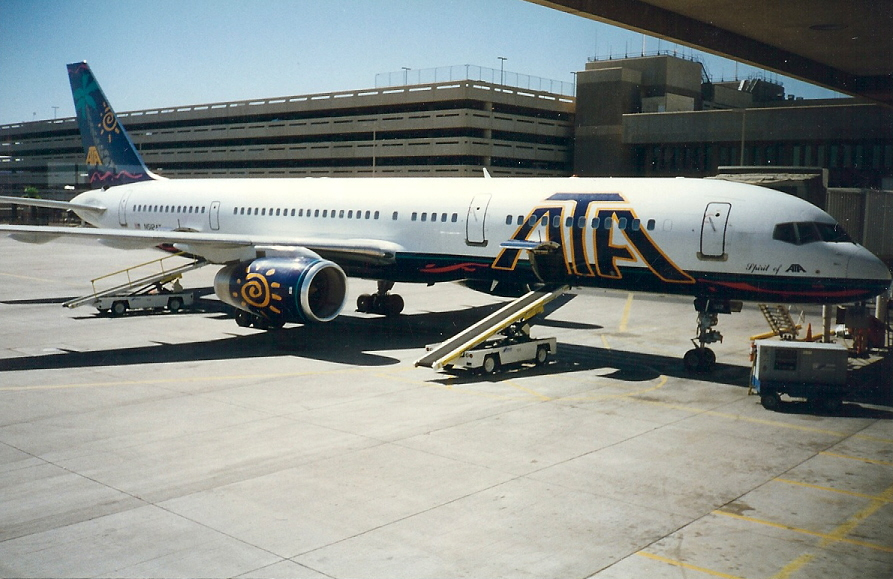
Global Aero Logistics ATA Airlines Boeing 757-200 (N512AT) 2007 Phoenix Arizona
Réacteurs : 2 Rolls-Royce RB 211

ATA Airlines ou American Trans Air était une compagnie aérienne américaine créée à Indianapolis Indiana. En 2004, elle s'est placée sous le chapitre 11 de la loi de protection des faillites. Elle a abruptement cessé ses activités le 2 avril 2008, apparemment à la suite de la perte d'un contrat avec l'armée américaine. C'est la troisième compagnie aérienne à faire faillite en l'espace de moins d'une semaine, après Aloha Airlines et Champion Air.